# The First (comics)
Pour les articles homonymes, voir First.

The First est un comics publié par CrossGen, scénarisé par Barbara Kesel et dessinée par Bart Sears puis Andrea Di Vito, qui dura 37 épisodes.

## Fiche technique
- scénario : Barbara Kesel
- dessin : Bart Sears (preview, #1-5, 7-11, 13-14), Andrea Di Vito (#6, 12, 15-19)
- encrage : Andy Smith (preview-#5, 7-11, 13-14), Larry Stucker/Colin Hill (#6), Rob Hunter (#12, 15-19)
- couleurs : Michael Atiyeh (preview-#5, 7-11, 13-14), Paul Mounts (#6), Jason Lambert (#12), Rob Schwager (#15-19)

## Synopsis
La série met en scène les First (Primaux), Dieux auto-proclamés de l'univers du Sigil et leurs descendants, les Secundae.
Ils sont, depuis la disparition de leur leader Altwaal, séparés en deux clans, la Maison Dextre, qui fait passer les intérêts des autres avant les siens, menée par Pyrem et la maison Sinistre, celle de ceux qui privilégient leurs intérêts à ceux des autres, menée par Ingra, dont les deux symboles forment le Sigil.
Se sentant menacés par l'apparition des marqués par le Sigil, les First, qui se complaisaient dans une sorte guerre froide, réveillent de vieilles rancœurs et se mettent à enquêter pour déterminer l'origine du pouvoir des marqués.
Ils doivent par ailleurs faire face aux ambitions de la nouvelle génération et à leurs propres limitations, certains entreprenant pour résoudre leurs problèmes de retrouver Altwaal.

## À noter
Avant le début de leur série les Primaux seront mis en scène par Ron Marz et Barbara Kesel (scénario) et Claudio Castellini (dessins) dans Crossgen Chronicles #1.
Le numéro 6 de CrossGen Chronicles (Barbara Kesel / Esteban Maroco) raconte comment, après le départ d'Altwaal, les deux maisons s'organisèrent à son instigation, Pyrem prenant la tête des Dextres, tandis qu'Ingra accouchait de son enfant, préparant ainsi le futur.
Des Primaux apparaitront par la suite dans de nombreuses autres séries CrossGen : Scion, Sigil, Meridian, Mystic, Negation, ...

## Publications
Les numéros 1 à 12 de la série ont été traduits en France par Semic dans les numéros 1 à 6 de la revue du même nom puis les numéros 13 à 19 dans les 7 numéros de la revue Crossgen Extra.
Deux previews seront publiés par Semic avec CrossGen Chronicles #1 dans Planète Comics n° 11.

## Liens
- (fr) First sur Comics VF